# Вејн Руни
Вејн Марк Руни (енгл. Wayne Mark Rooney; Ливерпул, 24. октобар 1985) јесте енглески фудбалски тренер и бивши фудбалер.

## Каријера
Руни је професионалну каријеру почео у Евертону. Пет дана пре свог 17. рођендана, 19. октобра 2002. је постигао победоносни гол против Арсенала, чиме је прекинуо њихов низ од 30 узастопних победа. Тим голом је постао најмлађи стрелац у историји Премијер лиге. Тај његов рекорд је 26. децембра 2002. оборио Џејмс Милнер. Желео је да пређе у тим у којем би имао шансу да се бори за освајање неког трофеја па је због тога одбио нови уговор. Током лета 2004. Манчестер јунајтед и Њукасл јунајтед су се борили за њега. Евертон је прихватио понуду Манчестер јунајтеда од 25,6 милиона фунти што је била највећа сума новца до тада издвојена за играча млађег од 20 година.
У дресу Манчестер јунајтеда је дебитовао 28. септембра 2004. у победи над Фенербахчеом од 6-2, у утакмици групне фазе Лиге шампиона. На свом дебију је постигао три поготка а забележио је и једну асистенцију. Први трофеј који је освојио је био Лига куп 2007. У финалу је Манчестер био бољи од Виган атлетика са 4-0, а Руни је био проглашен играчем утакмице. Утакмица против Блекберн роверса 4. октобра 2008. је била његов 200. наступ у Премијер лиги чиме је постао најмлађи играч који је стигао до тог броја наступа.

## Репрезентација
Руни је на пријатељској утакмици против Аустралије 12. фебруара 2003. постао најмлађи играч који је обукао дрес репрезентације Енглеске. Тада је имао 17 година и 101 дан. Тај његов рекорд је срушио Тио Волкот који је био за 36 дана млађи од Рунија, 30. маја 2006. на пријатељској утакмици против Мађарске.
Руни је постао најмлађи стрелац у историји репрезентације. Када је постигао гол у Квалификацијама за Европско првенство 2004. у Скопљу, 6. септембра 2003. против Македоније, имао је само 17 година и 317 дана. Прво велико такмичење на којем је наступио, било је Европско првенство 2004. Постао је најмлађи стрелац у историји европских првенстава 17. јуна 2004. Тог дана је на утакмици са Швајцарском постигао два гола. Његов рекорд је био на снази свега четири дана, када га је срушио Швајцарац Јохан Фонлантен на утакмици са Француском. Руни се тада повредио у мечу четвртфинала у којем је Енглеска поражена од Португала након једанаестераца.
Због повреде коју је задобио априла 2006. постојала је могућност да пропусти Светско првенство. Успео је да се опорави од повреде али није био у правој форми. На првом мечу у групи против Парагваја није играо. Против Тринидада и Тобага је у игру ушао са клупе уместо Џејмија Карагера, док је у последњој утакмици групне фазе против Шведске био стартер, али га је у 69. минуту заменио Стивен Џерард. Свих 90 минута је одиграо у осмини финала против Еквадора. Енглеску је у четвртфиналу поражена од Португала након једанаестераца. Руни је тада добио црвени картон у 62. минуту.
Руни је 4. новембра 2018. објавио да ће 15. новембра против репрезентације САД на Вемблију одиграти последњу утакмицу за национални тим на којој је уједно и промовисао своју хуманитарну организацију The Wayne Rooney Foundation. Утакмица је завршена резултатом 3:0 за Енглеску, а Руни је ушао у игру у 58. минуту.

### Голови за репрезентацију
| #   | Датум               | Место                        | Противник            | Резултат | Исход    | Такмичење                                 |
| --- | ------------------- | ---------------------------- | -------------------- | -------- | -------- | ----------------------------------------- |
| 1.  | 6. септембар 2003.  | Скопље, Република Македонија | Република Македонија | 2-1      | победа   | Квалификације за Европско првенство 2004. |
| 2.  | 10. септембар 2003. | Манчестер, Енглеска          | Лихтенштајн          | 2-0      | победа   | Квалификације за Европско првенство 2004. |
| 3.  | 16. новембар 2003.  | Манчестер, Енглеска          | Данска               | 3-2      | пораз    | Пријатељска                               |
| 4.  | 5. јун 2004.        | Манчестер, Енглеска          | Исланд               | 6-1      | победа   | Пријатељска                               |
| 5.  | 5. јун 2004.        | Манчестер, Енглеска          | Исланд               | 6-1      | победа   | Пријатељска                               |
| 6.  | 17. јун 2004.       | Коимбра, Португал            | Швајцарска           | 3-0      | победа   | Европско првенство 2004.                  |
| 7.  | 17. јун 2004.       | Коимбра, Португал            | Швајцарска           | 3-0      | победа   | Европско првенство 2004.                  |
| 8.  | 21. јун 2004.       | Лисабон, Португал            | Хрватска             | 4-2      | победа   | Европско првенство 2004.                  |
| 9.  | 21. јун 2004.       | Лисабон, Португал            | Хрватска             | 4-2      | победа   | Европско првенство 2004.                  |
| 10. | 17. август 2005.    | Копенхаген, Данска           | Данска               | 4-1      | пораз    | Пријатељска                               |
| 11. | 12. новембар 2005.  | Женева, Швајцарска           | Аргентина            | 3-2      | победа   | Пријатељска                               |
| 12. | 15. новембар 2006.  | Амстердам, Холандија         | Холандија            | 1-1      | нерешено | Пријатељска                               |
| 13. | 13. октобар 2007.   | Лондон, Енглеска             | Естонија             | 3-0      | победа   | Квалификације за Европско првенство 2008. |
| 14. | 17. октобар 2007.   | Москва, Русија               | Русија               | 2-1      | пораз    | Квалификације за Европско првенство 2008. |
| 15. | 10. септембар 2008. | Загреб, Хрватска             | Хрватска             | 4-1      | победа   | Квалификације за Светско првенство 2010.  |
| 16. | 12. октобар 2008.   | Лондон, Енглеска             | Казахстан            | 5-1      | победа   | Квалификације за Светско првенство 2010.  |
| 17. | 12. октобар 2008.   | Лондон, Енглеска             | Казахстан            | 5-1      | победа   | Квалификације за Светско првенство 2010.  |
| 18. | 15. октобар 2008.   | Минск, Белорусија            | Белорусија           | 3-1      | победа   | Квалификације за Светско првенство 2010.  |
| 19. | 15. октобар 2008.   | Минск, Белорусија            | Белорусија           | 3-1      | победа   | Квалификације за Светско првенство 2010.  |
| 20. | 28. март 2009.      | Лондон, Енглеска             | Словачка             | 4-0      | победа   | Пријатељска                               |
| 21. | 28. март 2009.      | Лондон, Енглеска             | Словачка             | 4-0      | победа   | Пријатељска                               |
| 22. | 6. јун 2009.        | Алмати, Казахстан            | Казахстан            | 4-0      | победа   | Квалификације за Светско првенство 2010.  |
| 23. | 10. јун 2009.       | Лондон, Енглеска             | Андора               | 6-0      | победа   | Квалификације за Светско првенство 2010.  |
| 24. | 10. јун 2009.       | Лондон, Енглеска             | Андора               | 6-0      | победа   | Квалификације за Светско првенство 2010.  |
| 25. | 9. септембар 2009.  | Лондон, Енглеска             | Хрватска             | 5-1      | победа   | Квалификације за Светско првенство 2010.  |

## Највећи успеси

### Манчестер јунајтед
- Премијер лига (5) : 2006/07, 2007/08, 2008/09, 2010/11, 2012/13.
- ФА куп (1) : 2015/16.
- Енглески Лига куп (4) : 2005/06, 2008/09, 2009/10, 2016/17.
- ФА Комјунити шилд (6) : 2007, 2008, 2010, 2011, 2013, 2016.
- Лига шампиона (1) : 2007/08. (финале 2008/09, 2010/11).
- Лига Европе (1) : 2016/17.
- Светско клупско првенство (1) : 2008.
- Суперкуп Европе : финале 2008.

### Појединачни
- Избор у идеални тим Премијер лиге 1
  - 2006.
- ФИФПро млади играч године 1
  - 2005.
- Најбољи млади играч Премијер лиге 2
  - 2005, 2006.
- Играч месеца Премијер лиге 4
  - фебруар 2005, децембар 2005, март 2006, новембар 2007.